# Une chanson douce (roman)
Pour les articles homonymes, voir Chanson douce (homonymie).
Une chanson douce (Daddy's gone a hunting) est un roman policier américain de Mary Higgins Clark paru en 2013.

## Résumé
Kate Connelly est auditeur comptable et la fille de Douglas Connelly, propriétaire de la Connelly Fine Art Reproductions. Une nuit, accompagnée de Gus Schmidt, un ancien employé de son père, elle se rend dans le musée de la manufacture familiale. Une explosion de gaz détruit le bâtiment tuant Gus et blessant Kate qui se trouve plongée dans un coma profond. Pourquoi étaient-ils là ? 
Les enquêteurs ne savent pas où orienter leurs recherches. La société connaissait de graves difficultés financières, le propriétaire voulait la revendre. Les enquêteurs se retrouvent face à plusieurs drames surgissant du passé, mais y a-t-il pour autant un lien entre eux ? 
Qui est à l'origine du désastre et surtout pourquoi : Kate ? Gus? Clyde un vieux clochard témoin ? un employé ou même Douglas, le père de Kate ? 
Hannah, la sœur de Kate croit fermement à l'innocence de sa sœur et aspire à faire découvrir la vérité...

## Personnages principaux
- Kate Connelly, auditeur comptable, fille du propriétaire, Douglas Connelly
- Hannah Connelly, styliste, sœur de Kate
- Douglas Connelly, père de Kate et d'Hannah, propriétaire de la Connelly Fine Art Reproductions
- Gus Schmidt, ancien artisan de l'entreprise
- Lottie Schmidt, épouse de Gus
- Jack Worth, directeur de l'entreprise
- Jessie Carlson, avocate, amie d'Hannah
- Ravi Patel, médecin
- Frank Ramsey, enquêteur de la brigade des pompiers
- Nathan Klein, enquêteur de la brigade des pompiers
- Clyde Hotchkiss, SDF, vétéran de la guerre du Vietnam